# Enis Destan
Enis Destan (* 16. Juni 2002 in Izmir) ist ein türkischer Fußballspieler, der beim türkischen Erstligisten Trabzonspor unter Vertrag steht.

## Karriere

### Verein
Destan wurde westtürkischen Hafenstadt Izmir geboren und spielte in der Spielzeit 2012/13 für die Nachwuchsabteilung des ortsansässigen Verein Fikri Altay Spor, bevor er ein Jahr später in die Jugend des in der zweiten Liga spielenden Altınordu Izmir wechselte. Dort durchlief er mehrere Nachwuchsmannschaften.
Ab der Spielzeit 2019/20 gehörte er neben seinen Tätigkeiten für die Nachwuchsmannschaften auch dem Profikadar des Vereins an. Sein Profi-Debüt gab er schließlich in der Zweitligapartie vom 23. Dezember 2019 gegen Giresunspor. Im weiteren Saisonverlauf absolvierte er erst am Saisonende seinen zweiten Pflichtspieleinsatz.
Mit der Saison 2020/21 gehörte Destan dann vollständig dem Profikader an. Er eroberte sich schnell einen Stammplatz und avancierte in dieser Spielzeit mit 13 Ligatoren in 29 Spielen zu einem der Shooting-Stars der Liga.

### Nationalmannschaft
Destan wurde relativ spät für die türkischen Juniorennationalmannschaft entdeckt. So gab er erst in der U-21-Länderspielpartie vom 26. März 2021 gegen die kroatische U-21-Nationalmannschaft in Trikot der türkischenU-21-Nationalmannschaft sein Länderspieldebüt.
Ebenfalls im März 2021 erhielt er vom türkischen Nationaltrainer Şenol Güneş eine Nominierung für die Türkische A-Nationalmannschaft. Er rückte damit aufgrund von verletzungsbedingten Ausfällen in das Aufgebot der A-Nationalmannschaft nach, blieb aber bei dieser Nominierung einsatzlos.